# Espagnol salvadorien
L'espagnol salvadorien (espagnol : español salvadoreño) est la variante de l'espagnol employée au Salvador comme langue officielle.

## Phonétique et phonologie

### Voyelles
L'espagnol du Salvador, comme la plupart des variantes de l'espagnol, un système à cinq voyelles : /i, e, a, o, u/
Dans les positions non accentuées et en contact avec /s/, les voyelles moyennes /e, o/ et basses /a/ sont généralement articulées comme les allophones [e], [o] et [a], respectivement. Dans un tel contexte, les phénomènes de variation les plus importants sont la relaxation (de l'assourdissement à la fermeture de la voyelle), plus fréquente dans le nord-est du pays, et la perte ou l'élision de la voyelle, plus présente dans le centre et l'ouest du pays.
Comme dans d'autres variétés d'espagnol, les voyelles sont nasalisées au contact d'une consonne nasale.